# Wallemiomycetes
Wallemiomycetes é uma classe de fungos do filo Basidiomycota. Consiste de uma única ordem Wallemiales, contendo uma única família Wallemiaceae, que por sua vez inclui um único género, Wallemia, com três espécies validamente descritas. Os membros desta classe são bolores xerófilos com distribuição cosmopolita, que tipicamente contaminam alimentos secos.

## Descrição
A origem filogenética da linhagem foi colocada em várias partes de Basidiomycota, mas, de acordo com a análise de um conjunto de dados maior, é um grupo irmão de Agaricomycotina.
O gênero contém espécies de fungos xerofílicos que são encontrados em todo o mundo. As espécies descritas (W. sebi, W. ichthyophaga, W.  muriae, W. mellicola, W. canadensis, W. tropicalis e W. hederae) distinguem-se pelo tamanho dos conídios, xerotolerância, halotolerância, caotolerância, regimes de temperatura de crescimento, perfis de atividade enzimática extracelular e padrões de metabólitos secundários.
As espécies deste grupo são normalmente isoladas a partir de alimentos de baixa humidade (como bolos, pão, açúcar, amendoim, peixe seco), poeira do ar interno, salinas e solo. Acredita-se que W. sebi seja uma das causas da pneumonite de hipersensibilidade conhecida como doença pulmão do agricultor, mas como as outras espécies foram reconhecidas e separadas de W. sebi apenas recentemente, o seu papel na doença não pode ser excluído.
A tolerância à baixa atividade de água é geralmente muito mais frequente entre fungos ascomicetos do que basidiomicetos, e os fungos xerotolerantes também são capazes de crescer em meio de crescimento regular com atividade de água normal (ao contrário de, por exemplo, os grupos halofílicos de Archaea). No entanto, as espécies do género Wallemia são uma exceção a ambas as regras: todas as espécies podem tolerar altas concentrações de açúcares e sais (W. ichthyophaga cresce mesmo em meios saturados com cloreto de sódio), enquanto W. muriae e W. ichthyophaga não podem ser cultivados a menos que a atividade de água do meio seja reduzida.
Estudos sobre Wallemia sebi mostraram que a espécie produz numerosos compostos metabólicos secundários, incluindo walleminol, walleminona, wallemia A e C e azasteroide UCA1064-B. Um estudo abrangente realizado em outras espécies da classe descobriu que os metaboólitos secundários são consistentemente produzidos por Wallemiomycetes e sua produção é, ao contrário das presunções comuns, aumentada como uma resposta ao aumento da concentração de NaCl. Em particular, um aumento na concentração de NaCl de 5% para 15% no meio de crescimento aumentou a produção dos metabolitos tóxicos wallimidiona, walleminol e walleminona.
Acredita-se que a parede celular e as alterações morfológicas das espécies Wallemia desempenhem um papel importante na adaptação à baixa atividade de água.
A sequência genómica completa de Wallemia sebi e Wallemia ichthyophaga está determinada e disponível para estudo.